# Роменец, Владимир Андреевич (металлург)
Влади́мир Андре́евич Роменец (20 августа 1926, Актюбинск — 8 марта 2018, Москва) — советский и российский ученый, автор процесса Ромелт.  Доктор технических наук (1968), профессор (1969).

## Биография
В 1942 году поступил в военно-морское училище в Баку, которое окончил в 1944. С 1944 по 1949 года — студент Московского института стали и сплавов (МИСиС. В 1949 году поступил в аспирантуру МИСиС на кафедру экономики и организации производства. Ученик академика И. П. Бардина. В 1953 году защитил кандидатскую диссертацию. Преподавательскую деятельность начал в 1952 году ассистентом на кафедре экономики и организации производства. С 1956 года по 1959 год работал на заводе в Днепродзержинске мастером, потом вернулся на кафедру в МИСиС. В 1968 защитил докторскую диссертацию на тему «Проблема эффективности производства стали». В 1969 году присвоено звание профессор. В 1962—1966 гг. — проректор по науке, с 1966 по 1992 гг. первый проректор. С 1969 года заведующий кафедрой экономики и организации производства. С 2010 года по 2018 год — директор института экономики МИСиС, с 2018 года был советником ректората.
Вся научно-педагогическая деятельность В. А. Роменца была связана с Московским институтом стали и сплавов. Принимал непосредственное участие в выполнении крупных научно-методических разработок и их внедрении в учебный процесс. Среди них научно обоснованная методика составления учебных планов с использованием логических связей учебных дисциплин, единый план непрерывной подготовки по фундаментальным учебным дисциплинам, разработана система организации самостоятельной работы студентов и так называемый «пакет первокурсника». Был создан новый профиль экономиста с соответствующим комплектом лабораторного оборудования, который успешно использовался вплоть до перехода на Болонскую систему. В 1999 году методика составления учебных планов была удостоена премии президента РФ в области образования.
Был инициатором претворения в жизнь педагогических проектов в Пекинском университете науки и технологий, Карахпурском национальном технологическом институте в Индии, а также в создании Эль-Таббинского металлургического института в Египте и Аннабинского университета в Алжире и других. Учебно-методическая деятельность В. А. Роменца всегда сочеталась с научной деятельностью, тесно связанной с металлургией. С 1978 года возглавлял межкафедральный коллектив по внедрению бездоменной плавки — Ромелт. Под руководством В. А. Роменца разрабатывался новый процесс, который для выплавки чугуна не требует кокса и позволяет получать чугун из низкосортных железных руд и железосодержащих отходов, загрязняющих окружающую среду. При этом кроме решения основной задачи — получения чугуна — решаются экологические проблемы, а также получение дополнительной технологической тепловой энергии. Перспективным направлением является переработка твердых промышленных и бытовых отходов с использованием жидкой ванны. Патентом на такой процесс обладает НИТУ «МИСиС». По процессу «Ромелт» получены патенты в США, Японии и Индии. По разработанной технологии строятся металлургические заводы в Мьянме и Казахстане, производится презентация строительства агрегатов в Индии и Пакистане. Научные интересы В. А. Роменца были связаны с развитием направления по повышению экономической эффективности металлургических процессов. По этим вопросам им с учениками опубликовано более 380 работ, среди которых 9 монографий, 17 зарубежных публикаций, получены 65 авторских свидетельств и патентов. В 1980 году за работы по созданию стали для атомных реакторов авторский коллектив с участием В. А. Роменца был удостоен Государственной премии СССР.
Являлся главным редактором журнала «Экономика в промышленности».

## Награды
- Государственная премия СССР (1980)
- Орден Октябрьской Революции
- Орден «За заслуги перед Отечеством» IV степени (1996)
- Заслуженный деятель науки и техники РФ
- Лауреат премии Президента Российской Федерации в области образования[2] (1998)
- Почётный работник высшего профессионального образования Российской Федерации
- Почетный металлург
- Российская академия естественных наук наградила В. А. Роменца медалью  им. П. Л.Капицы, почетным знаком  им. В. Н. Татищева «За пользу Отечеству», званием «Рыцарь науки и искусства».

## Основные работы
- Процесс Ромелт: монография / [В. А. Роменец, В. С. Валавин, А. Б. Усачев и др.]; под ред. В. А. Роменца. — М.: МИСИС, Руда и Металлы, 2005. — 399 с. — (Металлургия и материаловедение XXI века).

## Память
- Имя присвоено Институту экономики и управления промышленными предприятиями МИСиС.